# 圣克鲁瓦 (阿韦龙省)
圣克鲁瓦（法語：Sainte-Croix，法語發音：[sɛ̃t kʁwa] ⓘ）是法国阿韦龙省的一个市镇，位于该省西部偏北，属于鲁埃格自由城区。

## 地理
圣克鲁瓦（44°25'35"N, 1°58'2"E）面积25.88 平方千米，位于法国奧克西塔尼大區阿韦龙省，该省份为法国南部内陆省份，位于法國中央高原南部，北起顺时针与康塔爾省、洛泽尔省、加尔省、埃罗省、塔恩省、塔恩-加龙省和洛特省接壤。
与圣克鲁瓦接壤的市镇（或旧市镇、城区）包括：拉卡佩勒巴拉吉耶、马尔谢勒、奥尔和里诺代、萨维尼亚克、图隆雅克、维勒讷沃。

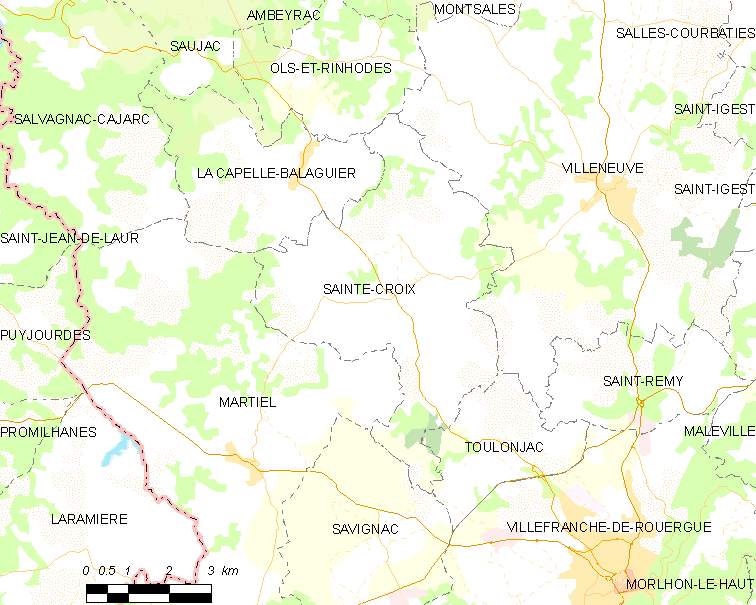
的OSM定位图

圣克鲁瓦的时区为UTC+01:00、UTC+02:00（夏令时）。

## 行政
圣克鲁瓦的邮政编码为12260，INSEE市镇编码为12217。

## 政治
圣克鲁瓦所属的省级选区为维勒讷瓦-维勒弗朗舒瓦县。

## 人口

1962-2008年间人口变化图示

圣克鲁瓦于2022年1月1日时的人口数量为736人。